# ℃-ute

℃-ute的舊標誌

℃-ute為日本Hello! Project旗下在2005－2017年間活動的女子偶像組合。2005年6月11日，在安倍夏美的演唱會發表了成立組合的消息，起初由七名Hello! Project Kids成員組成。2006年1月2日，制作人淳君宣佈在「Hello! pro EGG audition 2004」中通過甄選的有原栞菜加入℃-ute，成為組合中唯一非Hello! Project Kids出身的成員。歷經3名成員村上愛、有原栞菜和梅田繪理香陸續離隊，在組合解散前體制為5名成員。於2017年6月12日埼玉超級競技場公演後組合解散。

## 成員

### 解散時成員
| 姓名     | 平假名記法    | 生日          | 血型 | 身高    | 出生地 | 代表色 | 備註           |
| -------- | ------------- | ------------- | ---- | ------- | ------ | ------ | -------------- |
| 矢島舞美 | やじま まいみ | 1992年2月7日  | O型  | 167cm   | 埼玉縣 | 紅     | 隊長           |
| 中島早貴 | なかじま さき | 1994年2月5日  | O型  | 156cm   | 埼玉縣 | 天藍   |                |
| 鈴木愛理 | すずき あいり | 1994年4月12日 | B型  | 161.8cm | 千葉縣 | 粉紅   | 另為Buono!成員 |
| 岡井千聖 | おかい ちさと | 1994年6月21日 | A型  | 150cm   | 埼玉縣 | 綠     |                |
| 萩原舞   | はぎわら まい | 1996年2月7日  | AB型 | 158cm   | 埼玉縣 | 黃     |                |

### 前成員
- 村上愛（1992年6月6日 - ）（2006年10月31日退出），第1位離隊成員。
- 有原栞菜（1993年6月15日 - ）（2006年1月2日加入，2009年7月9日退出），第2位離隊成員。℃-ute變回所有成員皆為Hello! Project Kids成員的組合[1]。
- 梅田繪理香（1991年5月24日 - ）（2009年10月25日畢業），第3位離隊成員[2]。

## 成員官方代表色
- 矢島舞美：紅（原[3]：粉紅）
- 中島早貴：天藍（原[3]：橙）
- 鈴木愛理：粉紅（原[3]：綠）
- 岡井千聖： 綠（原[3]：藍）
- 萩原舞：黃（原[3]：紫）
- 村上愛：天藍
- 有原栞菜：紅
- 梅田繪理香：黃

## 主音及中心
- 在8人時間，℃-ute的主音是鈴木愛理、村上愛和矢島舞美。在7人時期初期，主音是鈴木愛理，次主唱是矢島舞美、萩原舞和中島早貴。2008年中期至2010年，主音是鈴木愛理和矢島舞美。在5人時間初期，主音仍是鈴木愛理和矢島舞美，但鈴木愛理分的歌詞明顯比較多。2011年起，岡井千聖升格為主音，主音成員為鈴木愛理、矢島舞美和岡井千聖。而5人的配唱也較以往平均。（2011年底早安家族合作作品《不醜陋的哲學》中，主音順位第一為鈴木愛理，其次為矢島舞美。）

- 在8人時期的初期，℃-ute排在前列的是鈴木愛理、村上愛、矢島舞美和有原栞菜。而後期是鈴木愛理、村上愛、矢島舞美和萩原舞。在7人時期的初期，排在前列的是鈴木愛理、矢島舞美和萩原舞，中島早貴間中排在前列，主要是以鈴木愛理為中心。在2008年，前列固定成員為鈴木愛理、矢島舞美和中島早貴，主要是以矢島舞美為中心。在6人時期，前列固定成員為鈴木愛理和矢島舞美，萩原舞和中島早貴輪著列在前排，繼續以矢島舞美為中心。5人時期開始，前列固定成員為鈴木愛理和矢島舞美，主要以鈴木愛理為中心。2013年7月《悲傷的降雨 / 亞當和夏娃的困境》則分別以矢島舞美與岡井千聖為中心。

## 名稱由來
cute是可愛的；令人憐愛的。為了表現女孩們情熱的體溫，將「C」以「℃」這個符號取代使用。

## 歷史

### 2002年
- 6月30日，Hello! Project Kids選拔結果出爐，共有15名當選者。

### 2005年
- 6月11日，℃-ute結成，淳君在官網發表團名。
- 6月11日～8月14日，在安倍夏美的巡迴演唱會中，與保田圭一起擔任來賓，演唱《活力上路！》開場，也參加幾首歌演出。在木更津市民會館的第1回公演，是℃-ute第一次活動。
- 11月27日，「℃-ute應援企畫! 第2彈!」（FC會員限定EVENT、東京・ラフォーレミュージアム六本木）。宣佈官方的正式暱稱，並發表第一首原創歌曲《簡單啦（Z）》。

### 2006年
- 1月2日，在演唱會上宣佈了有原栞菜的加入。並於28日開始，正式以「℃-ute」身份開始活動。
- 5月6日、7日，在早安少女組｡的演唱會上，限定販賣獨立製作的《全新牛仔褲》CD。接下來連續三個月都以獨立製作的形式發行單曲CD發行。
- 5月14日～9月10日，以「Cutie Circuit 2006」為名義，在全國各地舉辦大大小小迷你演唱會與握手會。
- 9月10日，「Cutie Circuit 2006 Final in YOMIURI LAND EAST ～9月10日是℃-ute之日～」（よみうりランドEAST）。是以「9月10日是℃-ute之日」為名的首次活動。
- 10月21日～28日，辻希美&℃-ute 2006年10月度ハロプロFCイベント（パシフィックヘブン）
- 11月1日，事務所發表村上愛以學業專念的理由退出，日期為前一天10月31日。
- 11月3日～11月5日，專輯發售記念活動「Cutie Circuit 2006 ROUND II」。
- 11月4日，「レコメン!プレゼンツ」イベント 文化放送1F公開スペース「サテライトプラス」（浜松町）梅田・中島・鈴木・岡井・有原

### 2007年
- 2月21日，正式出道，首張單曲《櫻花乍現》上市。Oricon初登場第5名，是史上第一個出道就打進TOP5的女偶像團體。
- 3月10日～3月24日，首張單曲《櫻花乍現》發售記念EVENT 「Cutie Circuit 2007 〜櫻花乍現〜」
- 5月27日，在市ヶ谷Live Inn Magic舉行與B.L.T.雜誌合作的活動（100名限定）
- 6月15日～6月24日，全團參與舞台劇「劇団ゲキハロ第2回公演 寝る子は℃-ute（睡覺的孩子是℃-ute）」演出。
- 7月31日，披露「Cutie Circuit 2007 〜MAGICAL CUTIE TOUR〜特製大型巴士」。為第二張單曲《流轉的戀愛季節》廣告，通稱「℃-ute巴士」。
- 7月31日～8月21日，第二張單曲《流轉的戀愛季節》發售記念EVENT「Cutie Circuit 2007 〜MAGICAL CUTIE TOUR〜」
- 8月4日～8月11日，「Cutie Circuit 2007 〜MAGICAL CUTIE TOUR〜 SCイベント」
- 8月24日，「Cutie Circuit 2007 〜MAGICAL CUTIE 感謝祭〜」（東京体育館）
- 9月10日，「Cutie Circuit 2007 〜9月10日是℃-ute之日〜」（東京・品川ステラボール）
- 11月26日，得到Best Hit歌謠祭2007 新人賞。
- 12月12日，得到第40屆日本有線大賞 有線音樂賞。
- 12月30日，得到第49屆日本唱片大賞 最優秀新人獎。
- 12月31日，在第58回NHK紅白歌合戰中，首次在紅白歌合戰登場。

### 2008年
- 3月31日～，在東京電視台「ベリキュー!」演出。
- 4月5日，「℃-ute Cutie Circuit 2008 ～LOVE Escalation!～」（よみうりランドEAST）
- 10月6日～，在東京電視台「よろセン!」演出。

### 2009年
- 2月26日，事務所發表有原栞菜外反拇趾的病況惡化，難以在舞台上表演，為了治療之必要，暫停在℃-ute以及早安家族的活動。
- 7月11日，發表有原栞菜已於2009年7月9日退出早安家族及℃-ute。
- 8月1日，發表梅田繪理香預定於2009年10月25日從早安家族及℃-ute畢業，以後將以成為時尚模特兒為目標繼續學習。
- 10月25日，梅田繪理香畢業。

### 2010年
- 4月，在GREE開設部落格。
- 10月，開設YouTube「℃-ute Official Channel」。

### 2011年
- 8月21日，24時間テレビ 慈善活動演出決定。
- 11月9日，發售與Berryz工房的合作單曲《櫻花綻放於酸甜春季》。此為電影「國王遊戲」(王様ゲーム)的主題曲。
- 11月16日，以「Mobekimasu」的名義發行《不醜陋的哲學》，為早安少女組。、Berryz工房、℃-ute、真野惠里菜與S/mileage的合作單曲。

### 2012年
- 1月11日，與早安家族成員共演『數學女子學園』，日本電視台由2012年1月11日開始每週星期三24:59 - 25:29（JST）播放。
- 4月18日，發行第18張單曲《你騎自行車 我坐火車回家》，為出道來創新高的單曲（46,096）。
- 6月11日，於USTREAM晚間六點播出℃-ute七週年紀念派對。
- 6月20日，發售第二張與Berryz工房的合作單曲《超HAPPY SONG》，是Berryz工房的「Because happiness」與℃-ute的「幸福的中途」結合成的版本。
- 6月30日，在YouTube ℃-ute官方頻道現場直播「℃-ute巡迴演唱會2012春夏～太美了真抱歉～」最終巡迴公演。
- 9月5日，發行第19張單曲《想見 想見 想見你》，再創出道來銷量新高（49,686），亦是連續兩單銷量4萬以上[4]。

### 2013年
- 4月3日，發行第21張單曲《Crazy 完美的大人》，是第一張破5萬的單曲（52,202）。同日在池袋噴水廣場進行「Crazy 完全な大人」發賣紀念，由淳君發表9月10日（℃-uteの日），將首次踏上武道館，展開全國巡迴演唱會；亦會到巴黎作首次海外公演[5]。
- 6月29日，發表武道館演唱會將追加一場公演，於9月9日舉行『前夜祭』。一般社團法人日本記念日評議會亦宣佈9月10日（℃-ute之日）正式成為法定記念日[6]。
- 7月5日，在法國巴黎舉行首次海外公演。
- 7月10日，發行第22張單曲《悲傷的降雨 / 亞當和夏娃的困境》，出道以來初動最高、銷量最高，也是第一張破6萬的單曲。
- 9月9日、10日，首次踏上武道館舉行演唱會《℃-ute 武道館Concert 2013 『Queen of J-POP ～走過風雨的女戰士～』》。

### 2014年
- 5月24日，舉辦首次的台灣公演《℃-ute Cutie Circuit~First Trip to Taipei》。
- 9月10日，连续两年“℃-ute之日”都在日本武道馆演出。
- 11月11日，秋季巡演《℃-ute Concert Tour 2014秋 ～Monster～》再次在日本武道馆演出。

### 2015年
- 4月1日，發行第27張單曲《The Middle Management ～女性中層管理者～ / 執着人生 / 下個角落轉彎》
- 6月11日，首次踏上橫濱體育館舉行演唱會《9→10 (℃-ute) 周年記念 ℃-ute Concert Tour 2015春 ～The Future Departure～》
- 10月28日，發行第28張單曲《謝謝 ～無限的吶喊～ / 引起暴風雨的Exciting Fight!》。《謝謝 ～無限的吶喊～》是日本摔跤協會公認的運動員讚歌；《引起暴風雨的Exciting Fight!》是日本摔跤協會公認的應援歌曲。此單曲是℃-ute出道以來初動最高、銷量最高，也是第一張破7萬的單曲。
- 久違的第九張原創專輯《℃maj9》定於12月23日發行。

### 2016年
- 於春季巡演《℃-ute Concert Tour 2016春 ～℃ONCERTO～》初日，發表於5月21日和22日於香港及台北舉辦海外演唱會《℃-ute Cutie Circuit ～Let's go to Hong Kong & Taipei～》
- 4月20日，發行第29張單曲《為何 人們會抗爭? / Summer Wind / 人生的STEP!》
- 8月20日，宣布於2017年6月踏上埼玉超級競技場舉行演唱會；演唱會過後組合將解散。

### 2017年
於2017年6月12日埼玉超級競技場公演後組合解散。

## 作品
唱片由zetima發行，2007年起台灣及香港地區由豐華唱片代理。

### 單曲
|      | 發行日         | 單曲 | 中譯標題                                                           | 週間單曲榜 | 首週銷量 | 累計銷量 | 概要                                                           | 所屬專輯                   |
| ---- | -------------- | ---- | ------------------------------------------------------------------ | ---------- | -------- | -------- | -------------------------------------------------------------- | -------------------------- |
| -    | 2006年5月14日  |      | 全新牛仔褲                                                         | -          | -        | -        | 獨立製作                                                       | Cutie Queen VOL.1          |
| -    | 2006年6月3日   |      | 立刻 擁抱我                                                        | -          | -        | -        | 獨立製作                                                       | Cutie Queen VOL.1          |
| -    | 2006年7月9日   |      | 用大大的愛寵愛我                                                   | -          | -        | -        | 獨立製作、動畫《偶像宣言》片尾曲                               | Cutie Queen VOL.1          |
| -    | 2006年7月29日  |      | 簡單啦（Z）                                                        | -          | -        | -        | 獨立製作、成員村上愛的最後一張單曲、此單曲未拍攝PV             | Cutie Queen VOL.1          |
| 01st | 2007年2月21日  |      | 櫻花乍現                                                           | 5          | 20,827   | 26,595   | 出道單曲                                                       | 3rd～LOVE Escalation!～    |
| 02nd | 2007年7月11日  |      | 流轉的戀愛季節                                                     | 5          | 23,810   | 26,785   | 第40回日本有線大賞「有線音楽賞」獲獎曲                         | 3rd～LOVE Escalation!～    |
| 03rd | 2007年10月17日 |      | 都會女孩 純情                                                      | 3          | 27,943   | 38,085   | 第49回日本唱片大獎「最優秀新人賞」獲獎曲                       | 3rd～LOVE Escalation!～    |
| 04th | 2008年2月27日  |      | LALALA 幸福之歌                                                    | 6          | 29,086   | 31,650   |                                                                | 3rd～LOVE Escalation!～    |
| 05th | 2008年4月23日  |      | 淚的顏色                                                           | 4          | 30,008   | 33,422   |                                                                | ④憧憬的 My STAR            |
| 06th | 2008年7月30日  |      | 江戶手毬歌Ⅱ                                                        | 5          | 27,805   | 35,789   | 第50回日本唱片大獎「優秀作品賞」獲獎曲、第41回日本作詩大賞入賞 | ④憧憬的 My STAR            |
| 07th | 2008年11月26日 |      | FOREVER LOVE                                                       | 5          | 26,603   | 29,144   | 成員有原栞菜的最後一張單曲                                     | ④憧憬的 My STAR            |
| 08th | 2009年4月15日  |      | Bye Bye Bye!                                                       | 4          | 24,882   | 27,918   |                                                                | SHOCKING 5                 |
| 09th | 2009年7月1日   |      | 捎來夏日問候                                                       | 5          | 27,798   | 33,613   |                                                                | SHOCKING 5                 |
| 10th | 2009年9月16日  |      | EVERYDAY 超絕讚!!                                                  | 2          | 23,747   | 27,750   | 成員梅田繪理香的畢業單曲                                       | SHOCKING 5                 |
| 11th | 2010年1月6日   |      | SHOCK!                                                             | 5          | 18,665   | 23,389   |                                                                | SHOCKING 5                 |
| 12th | 2010年4月28日  |      | Campus Life ～生於世上真好～                                       | 5          | 19,431   | 23,932   |                                                                | 超WONDERFUL!⑥              |
| 13th | 2010年8月25日  |      | 爆音Dance!                                                         | 8          | 21,677   | 23,644   |                                                                | 超WONDERFUL!⑥              |
| 14th | 2010年12月1日  |      | 想見你的寂寞聖誕節                                                 | 6          | 23,682   | 26,238   |                                                                | 超WONDERFUL!⑥              |
| 15th | 2011年2月23日  |      | Kiss me 我愛你                                                     | 4          | 21,827   | 23,925   |                                                                | 超WONDERFUL!⑥              |
| 16th | 2011年5月25日  |      | 桃色Sparkling                                                      | 6          | 18,172   | 23,961   |                                                                | 第七章「太美了真抱歉」     |
| 17th | 2011年9月7日   |      | 世上最HAPPY的女孩                                                  | 6          | 16,638   | 19,830   |                                                                | 第七章「太美了真抱歉」     |
| 18th | 2012年4月18日  |      | 你騎自行車 我坐火車回家                                            | 3          | 40,060   | 46,096   |                                                                | ②℃-ute神聖的精選輯         |
| 19th | 2012年9月5日   |      | 想見 想見 想見你                                                   | 4          | 46,827   | 49,686   |                                                                | ⑧ Queen of J-POP           |
| 20th | 2013年2月6日   |      | 這條街                                                             | 4          | 24,361   | 26,784   |                                                                | ⑧ Queen of J-POP           |
| 21st | 2013年4月3日   |      | Crazy 完美的大人                                                   | 3          | 47,420   | 52,202   |                                                                | ⑧ Queen of J-POP           |
| 22nd | 2013年7月10日  |      | 悲傷的降雨 / 亞當和夏娃的困境                                      | 4          | 60,592   | 64,080   | 第一張2A單曲                                                   | ⑧ Queen of J-POP           |
| 23rd | 2013年11月6日  |      | 獨自在城市裡生活 / 愛情是更嶄新的                                  | 3          | 63,764   | 67,748   | 第二張2A單曲                                                   | ℃maj9                      |
| 24th | 2014年3月5日   |      | 以心中的吶喊而寫的一首歌 / Love take it all                        | 2          | 62,405   | 67,534   | 第三張2A單曲                                                   | ℃maj9                      |
| 25th | 2014年7月16日  |      | The Power / 悲傷的天堂 (Single Version)                            | 3          | 55,570   | 57,766   | 第四張2A單曲                                                   | ℃maj9                      |
| 26th | 2014年11月19日 |      | I miss you / THE FUTURE                                            | 4          | 60,120   | 62,331   | 第五張2A單曲                                                   | ℃maj9                      |
| 27th | 2015年4月1日   |      | The Middle Management ～女性中層管理者～ / 执着人生 / 下個角落轉彎 | 3          | 60,689   | 63,870   | 第一張3A單曲                                                   | ℃maj9                      |
| 28th | 2015年10月28日 |      | 謝謝 ～無限的吶喊～ / 引起暴風雨的Exciting Fight!                  | 2          | 69,952   | 73,018   | 第六張2A單曲                                                   | ℃OMPLETE SINGLE COLLECTION |
| 29th | 2016年4月20日  |      | 為何 人們會抗爭? / Summer Wind / 人生的STEP!                       | 2          | 59,522   | 66,658   | 第二張3A單曲                                                   | ℃OMPLETE SINGLE COLLECTION |
| 30th | 2016年11月2日  |      | 夢幻高潮 / 愛情就像靜電 / Singing ～就像那時候～                   | 2          | 58,277   | 61,668   | 第三張3A單曲                                                   | ℃OMPLETE SINGLE COLLECTION |
| 31th | 2017年3月29日  |      | To Tomorrow / 最後的咆哮 / The Curtain Rises                       | 2          | 66,470   |          | 第四張3A單曲                                                   | ℃OMPLETE SINGLE COLLECTION |

#### 在Oricon單曲榜的成績統計
- 最高銷量：謝謝 ～無限的吶喊～ / 引起暴風雨的Exciting Fight!，賣出73,018張
- 最高排名：EVERYDAY 超絕讚!!、以心中的吶喊而寫的一首歌 / Love take it all、謝謝 ～無限的吶喊～ / 引起暴風雨的Exciting Fight!、為何 人們會抗爭? / Summer Wind / 人生的STEP!、夢幻高潮 / 愛情就像靜電 / Singing ～就像那時候～、To Tomorrow / 最後的咆哮 / The Curtain Rise ，第2位
- 最低銷量：世上最HAPPY的女孩，賣出19,830張
- 最低排名：爆音Dance!，第8位
- 銷量創新高：都會女孩　純情、你騎自行車 我坐火車回家、想見 想見 想見你、Crazy 完美的大人、悲傷的降雨 / 亞當和夏娃的困境、獨自在城市裡生活 / 愛情是更嶄新的、謝謝 ～無限的吶喊～ / 引起暴風雨的Exciting Fight!
- 銷量創新低：SHOCK!、世上最HAPPY的女孩
- 週榜冠軍：無
- 日榜首位：EVERYDAY 超絕讚!!、SHOCK!、以心中的吶喊而寫的一首歌 / Love take it all、The Middle Management ～女性中層管理者～ / 執着人生 / 下個角落轉彎 ，共四張

- 從出道到解散所發表的全部31張單曲都進入週榜前十名。

### 專輯
|      | 發行日         | 專輯 | 中譯標題                | 週間專輯榜 | 累計銷量 |
| ---- | -------------- | ---- | ----------------------- | ---------- | -------- |
| 01st | 2006年10月25日 |      | Cutie Queen VOL.1       | 15         | 15,752   |
| 02nd | 2008年3月12日  |      | 3rd～LOVE Escalation!～ | 10         | 17,099   |
| 03rd | 2009年1月28日  |      | ④憧憬的 My STAR         | 13         | 13,724   |
| 04th | 2010年2月24日  |      | SHOCKING 5              | 25         | 7,345    |
| 05th | 2011年4月6日   |      | 超WONDERFUL!⑥           | 20         | 7,716    |
| 06th | 2012年2月8日   |      | 第七章「太美了真抱歉」  | 15         | 8,171    |
| 07th | 2013年9月4日   |      | ⑧ Queen of J-POP        | 6          | 14,892   |
| 08th | 2015年12月23日 |      | ℃maj9                   | 8          | 16,563+  |

### 迷你專輯
|      | 發行日        | 專輯 | 中譯標題             | 週間專輯榜 | 累計銷量 |
| ---- | ------------- | ---- | -------------------- | ---------- | -------- |
| 01st | 2007年4月18日 |      | ②mini ～生存的力量～ | 21         | 9,388    |

### 精選專輯
|      | 發行日         | 專輯 | 中譯標題                        | 週間專輯榜 | 累計銷量 |
| ---- | -------------- | ---- | ------------------------------- | ---------- | -------- |
| 01st | 2009年11月18日 |      | 我們是℃-ute! 所有單曲大集合囉!① | 17         | 9,558    |
| 02nd | 2012年11月21日 |      | ②℃-ute神聖的精選輯              | 12         | 24,613   |
| 03rd | 2017年5月3日   |      | ℃OMPLETE SINGLE COLLECTION      | -          | -        |

### 其他
|      | 發行日         | 單曲                   | 中譯標題                                          | 週間單曲榜 | 累計銷量 | 概要 | 所屬專輯      |
| ---- | -------------- | ---------------------- | ------------------------------------------------- | ---------- | -------- | --- | ------------- |
| 01st | 2008年3月20日  |                        | 超越! 樂天金鷹                                    | -          | -        | 2008年日本職棒東北樂天金鷹隊公式應援歌 | Petit Best 9  |
| 02nd | 2011年11月9日  |                        | 櫻花綻放於酸甜春季                                | 8          | 24,745   | Berryz工房和℃-ute的合作單曲、電影「國王遊戲」(王様ゲーム)的主題曲 | Petit Best 12 |
| 02nd | 2011年11月9日  | 愛的專輯⑧              | 櫻花綻放於酸甜春季                                | 8          | 24,745   | Berryz工房和℃-ute的合作單曲、電影「國王遊戲」(王様ゲーム)的主題曲 |               |
| 02nd | 2011年11月9日  | 第七章「太美了真抱歉」 | 櫻花綻放於酸甜春季                                | 8          | 24,745   | Berryz工房和℃-ute的合作單曲、電影「國王遊戲」(王様ゲーム)的主題曲 |               |
| 03rd | 2011年11月16日 |                        | 不醜陋的哲學                                      | 4          | 56,291   | 以「Mobekimasu」名義發行，早安少女組。、Berryz工房、℃-ute、真野惠里菜、S/mileage的合作單曲 | Petit Best 12 |
| 04th | 2011年12月21日 |                        | 別認輸 Wasshoi!                                   | -          | -        | 以「Bekimasu」名義發行，Berryz工房、℃-ute、真野惠里菜、S/mileage的合作單曲 | Petit Best 12 |
| 05th | 2012年6月20日  |                        | 超HAPPY SONG                                      | 3          | 56,895   | Berryz工房和℃-ute的合作單曲，Berryz工房的「Because happiness」與℃-ute的「幸福的中途」結合成的版本 | Petit Best 13 |
| 06th | 2012年11月7日  |                        | ForeFore 〜Forest For Rest〜 / Boys be ambitious! | 61         | 1,807    | 「ForeFore 〜Forest For Rest〜」是以「DIY♡」名義發行，早安少女組。的飯窪春菜、Berryz工房的徳永千奈美、夏燒雅和℃-ute的矢島舞美、中島早貴的合作單曲; 「Boys be ambitious!」是以「Green Fields」名義發行，光井愛佳、Berryz工房的清水佐紀和宮崎由加的合作單曲                                                                                            |               |
| 07th | 2013年8月7日   |                        | 人魚小姐 / Eiya-sa! Brother / 清理海灘的男孩      | 80         | 1,636    | 「人魚小姐」是以「Dia-Lady」名義發行，Berryz工房的菅谷梨沙子和℃-ute的鈴木愛理的合作單曲; 「Eiya-sa! Brother」是以「Mellowquad」名義發行，Berryz工房的徳永千奈美、夏燒雅和℃-ute的矢島舞美、岡井千聖的合作單曲; 「清理海灘的男孩」是以「HI-FIN」名義發行，早安少女組。的生田衣梨奈、石田亞佑美、℃-ute的中島早貴、萩原舞和S/mileage的福田花音的合作單曲 |               |

### DVD（Single V）
1. シングルV「桜チラリ」（2007年2月28日）
2. シングルV「めぐる恋の季節」（2007年7月18日）
3. シングルV（2007年10月31日）
4. シングルV「LALALA 幸せの歌」（2008年3月5日）
5. シングルV「涙の色」（2008年5月14日）
6. シングルV「江戸の手毬唄II」（2008年8月27日）
7. シングルV「FOREVER LOVE」（2008年12月10日）
8. シングルV「Bye Bye Bye！」（2009年4月22日）
9. シングルV「暑中お見舞い申し上げます」（2009年7月8日）
10. シングルV「EVERYDAY絶好調！！」（2009年9月30日）
11. シングルV「SHOCK！」（2010年1月13日）
12. シングルV「キャンパスライフ～生まれて来てよかった～」（2010年5月12日）
13. シングルV「Danceでバコーン！」（2010年9月1日）
14. シングルV「Kiss me 爱してる」（2011年3月2日）
15. シングルV「桃色スパークリング」（2011年6月1日）
16. シングルV「世界一HAPPYな女の子」（2011年9月14日）
17. 萩原舞(℃-ute)「行け！元気君」シングルV（2012年4月4日）
18. シングルV「君は自転車 私は電車で帰宅」（2012年4月25日）
19. シングルV「超HAPPY SONG」（2012年8月22日）（以Berryz工房×℃-ute（ベリキュー）名義發售）
20. シングルV（2012年9月19日）

### DVD/Blu-ray（Music V特集）
1. Music V特集①～Cutie Visual～（2006年9月6日）
2. Music V特集②～Cutie Visual～（2009年6月24日）
3. Music V特集③～Cutie Visual～（2010年12月8日）
4. ℃-ute 全單曲 MUSIC VIDEO Blu-ray File 2011（2011年12月21日/Blu-ray）
5. Music V特集④～Cutie Visual～（2013年3月6日/DVD、2013年3月20日/Blu-ray）

### DVD/Blu-ray（演唱會）
1. Cutie Circuit 2006 Final in YOMIURI LAND EAST LIVE ～9月10日是℃-ute之日～（2006年12月6日）
2. ℃-ute出道單獨演唱會2007春 ～要開始喲！ Cutie Show～（2007年4月18日）
3. ℃-ute Concert Tour 2007春 ～金黃色的初次約會～（2007年7月18日）
4. ℃-ute Cutie Circuit 2007 ～MAGICAL CUTIE TOUR & 9月10日是℃-ute之日～（2007年11月21日）
5. ℃-ute Concert Tour 2007秋 ～放課後的Essence～（2008年12月19日）
6. ℃-ute Cutie Circuit 2008 ～LOVE Escalation!～（2008年7月2日）
7. Berryz工房 & ℃-ute 好朋友大戰 Concert Tour 2008春 ～Berryz假面 vs. Cutie連者～ with °C-ute tracks（2008年7月9日）
8. ℃-ute Concert Tour 2008夏 ～忘我夏日～（2008年11月12日）
9. ℃-ute Cutie Circuit 2008 ～9月10日是℃-ute之日～（2008年12月17日）
10. ℃-ute Concert Tour 2009春 ～AB℃～（2009年7月22日）
11. ℃-ute Cutie Circuit 2009 ～9月10日是℃-ute之日～（2009年11月25日）
12. ℃-ute Concert Tour 2009夏秋 ～Cutie JUMP!～（2010年1月27日）
13. ℃-ute Cutie Circuit 2009 ～Five～（2010年2月17日）
14. ℃-ute Concert Tour 2010春 ～SHOCKING Live～（2010年7月7日/DVD、11月224日/Blu-ray）
15. ℃-ute Cutie Circuit 2010 ～9月10日是℃-ute之日～（2010年11月24日）
16. ℃-ute Concert Tour 2010夏秋 ～Dance Special!! 「超占イト!!」～（2010年12月22日/DVD、2011年2月23日/Blu-ray）
17. ℃-ute & S/mileage Premium Live 2011春 ～℃ & S 聯合大作戰～（2011年7月13日/DVD、8月3日/Blu-ray）
18. ℃-ute Concert Tour 2011春 『超！超WONDERFUL tour』 （2011年9月28日/DVD、Blu-ray）
19. ℃-ute Cutie Circuit 2011 ～9月10日是℃-ute之日～（2011年11月30日）
20. Berryz工房 & ℃-ute 聯合Concert Tour 2011秋 ～Berikyuu Island～（2012年2月29日/DVD、Blu-ray）
21. ℃-ute Concert Tour 2012春夏 ～太美了真抱歉～（2012年8月15日/DVD、Blu-ray）
22. ℃-ute Cutie Circuit 2012 ～9月10日是℃-ute之日～（2012年12月26日）
23. ℃-ute Concert Tour 2012～2013冬 ～神聖的五芒星～（2013年5月15日/DVD、Blu-ray）
24. ℃-ute Concert Tour 2013春 ～Treasure Box～（2013年9月25日/DVD、Blu-ray）
25. ℃-ute 武道館 Concert 2013 『Queen of J-POP ～走過風雨的女戰士～』（2013年12月18日/DVD、Blu-ray）
26. ℃-ute Cutie Circuit ～First Trip to Taipei～（2014年9月10日/DVD、Blu-ray）
27. ℃-ute Concert Tour 2014春 ～℃-ute之本音～（2014年10月8日/DVD、Blu-ray）
28. ℃-ute (910) 之日 Special Concert 2014 Thank you Berikyu! in 日本武道館［前編］（2014年12月17日/DVD、Blu-ray）
29. ℃-ute Concert Tour 2014秋 ～Monster～（2015年3月4日/DVD、Blu-ray）
30. 9→10 (℃-ute) 周年記念 ℃-ute Concert Tour 2015春 ～The Future Departure～（2015年9月9日/DVD、Blu-ray）
31. ℃-ute Concert Tour 2015秋 ～℃an't STOP!!～（2016年2月24日/DVD、Blu-ray）

| 演唱會名稱                                                                   | 日期時間・場地                 |
| ---------------------------------------------------------------------------- | ------------------------------ |
|                                                                              |                                |
| 2007年                                                                       |                                |
| ℃-uteデビュー単独コンサート2007春 〜始まったよ!キューティーショー〜          | 2月24日～25日 1都市4公演       |
| ℃-uteコンサートツアー 2007春 〜ゴールデン初デート〜                          | 4月21～5月5日 3都市6公演       |
| ℃-uteライブツアー 2007秋 〜放課後のエッセンス〜                              | 9月9日～10月28日 7都市11公演   |
| 2008年                                                                       |                                |
| ℃-uteコンサートツアー 2008夏 〜忘れたくない夏〜                              | 8月16日～10月4日 8都市19公演   |
| 2009年                                                                       |                                |
| ℃-uteコンサートツアー 2009春 〜AB℃〜                                         | 4月11日～5月16日 6都市17公演   |
| ℃-uteコンサートツアー 2009夏秋 〜キューティーJUMP!〜                         | 8月15日～10月25日 9都市27公演  |
| 2010年                                                                       |                                |
| ℃-uteコンサートツアー 2010春 〜ショッキングLIVE〜                            | 3月13日～5月15日 8都市21公演   |
| ℃-uteコンサートツアー 2010夏秋 〜ダンススペシャル!!｢超占イト!!｣〜            | 8月28日～10月3日 7都市19公演   |
| 2011年                                                                       |                                |
| ℃-uteコンサートツアー 2011春 『超!超ワンダフルツアー』                       | 4月30日～7月12日 9都市21公演   |
| 2012年                                                                       |                                |
| ℃-uteコンサートツアー 2012春夏 〜美しくってごめんね〜                        | 4月14日～6月30日 7都市21公演   |
| ℃-uteコンサートツアー 2012〜2013冬 〜神聖なるペンタグラム〜                  | 11月24日～12月30日 4都市12公演 |
| 2013年                                                                       |                                |
| ℃-uteコンサートツアー2013春～トレジャーボックス～                            | 4月20日～6月29日 6都市21公演   |
| ℃-ute武道館コンサート2013『Queen of J-POP～たどり着いた女戦士～』            | 9月10日                        |
| ℃-uteコンサートツアー2013秋『Queen of J-POP～たどり着いた女戦士～』          | 9月15日～11月2日 6都市16公演   |
| 2014年                                                                       |                                |
| Hello! Project 2014 WINTER ～GOiSU MODE～ ＆ ～DE-HA MiX～                   | 1月2日～2月16日 7都市20公演    |
| ℃-uteコンサートツアー2014春〜℃-uteの本音〜                                   | 4月5日～6月29日 7都市25公演    |
| Hello！Project 2014 SUMMER 〜KOREZO！〜 ＆ 〜YAPPARI！〜                     | 7月12日～9月6日 7都市20公演    |
| ℃-uteコンサートツアー2014秋～モンスター～                                    | 9月21日～12月13日 5都市11公演  |
| 2015年                                                                       |                                |
| 9→10(キュート)周年記念 ℃-uteコンサートツアー 2015春 〜The Future Departure〜 | 3月21日～6月11日 7都市15公演   |
| ℃-uteコンサートツアー2015秋 〜℃an't STOP!!〜                                 | 10月17日～11月28日 6都市19公演 |

### DVD（其他）
1. ベリキュー！Vol.1（BerryCute! Vol.1）（2009年5月27日）
2. ベリキュー！Vol.2（BerryCute! Vol.2）（2009年5月27日）
3. ベリキュー！Vol.3（BerryCute! Vol.3）（2009年6月24日）
4. ベリキュー！Vol.4（BerryCute! Vol.4）（2009年6月24日）
5. ベリキュー！Vol.5（BerryCute! Vol.5）（2009年7月22日）
6. ベリキュー！Vol.6（BerryCute! Vol.6）（2009年7月22日）
7. ベリキュー！Vol.7（BerryCute! Vol.7）（2009年8月26日）
8. ベリキュー！Vol.8（BerryCute! Vol.8）(（2009年8月26日）
9. よろセン！Vol.1（Yorosen! Vol.1）（2009年9月30日）
10. よろセン！Vol.2（Yorosen! Vol.2）（2009年9月30日）
11. アロハロ！℃-ute（Alo Hello!℃-ute）（2009年10月28日）
12. よろセン！Vol.3（Yorosen! Vol.3）（2009年10月28日）
13. よろセン！Vol.4（Yorosen! Vol.4）（2009年10月28日）
14. よろセン！Vol.5（Yorosen! Vol.5）（2009年11月25日）
15. よろセン！Vol.6（Yorosen! Vol.6）（2009年11月25日）
16. よろセン！Vol.7（Yorosen! Vol.7）（2009年12月23日）
17. アロハロ！2 ℃-ute（2012年7月11日/DVD、Blu-ray）

## 舞台劇DVD
1. 劇団ゲキハロ第2回公演「寝る子はキュート」（2007年9月5日）
2. 劇団ゲキハロ第4回公演「携帯小説家」（2009年1月21日）
3. 劇団ゲキハロ第6回公演「あたるも八卦!?」（2009年9月23日）
4. キューティー・ミュージカル「悪魔のつぶやき」～アクマでキュートな青春グラフィティ～（2011年1月19日）
5. 劇団ゲキハロ第11回公演　戦国自衛隊　～戦国自衛隊・女性自衛官死守セヨ～（℃-ute/Berryz工房）（2011年11月30日）
6. 劇団ゲキハロ第11回公演　戦国自衛隊　～戦国自衛隊・女性自衛官帰還セヨ～（Berryz工房/℃-ute）（2011年11月30日）

## 寫真集
1. Berryz工房 & ℃-ute In Hello Project 2006 Summer ワンダフルハーツランド（2006年9月21日）
2. So　Cute!（2007年2月21日）
3. 2007  ℃-uteデビュー単独コンサート寫真集（2007年4月16日）
4. ℃-uteデビュー単独コンサート2007春～始まったよ！キューティーショー～ ライブ寫真集（2007年4月11日）
5. CUTIE CIRCUIT 2007 MAGICAL CUTIE TOUR 寫真集 "全國縦斷! 2007夏 ℃-uteの旅日記" （2007年10月4日）
6. Berryz工房＆℃-ute 仲良しバトルコンサートツアー2008春ライブ写真集～Berryz仮面 vs キューティーレンジャー～ ステージVer.（2008年7月4日）
7. Berryz工房＆℃-ute 仲良しバトルコンサートツアー2008春ライブ写真集～Berryz仮面 vs キューティーレンジャー～ドキュメントVer. （2008年7月4日）
8. アロハロ! ℃-ute写真集 （2009年10月28日）
9. cutest（2011年12月7日）
10. Berryz工房＆℃-uteコラボ写真集「ベリキューアイランド」（2012年3月13日）
11. Berryz工房×℃-ute スペシャルBOOK(仮)～ハロー!プロジェクト・キッズ10周年記念～（2012年6月30日）

## 其他
1. 2006年カレンダー （2005年10月24日）
2. 2007年カレンダー （2006年9月30日）
3. 2008年カレンダー （2007年9月28日）
4. 2009年カレンダー （2008年10月13日）
5. 2010年カレンダー （2009年11月5日）
6. 2011年カレンダー （2010年9月22日）
7. 2012年カレンダー （2011年10月12日）
8. 2013年カレンダー （2012年9月22日）

## 主要獲獎紀錄
- BEST HIT歌謠祭 2007 新人賞受賞
- 第40回日本有線大獎 有線音樂賞受賞
- 第49回日本唱片大獎 最優秀新人賞受賞，以平均年齡13.6歲創下史上最年少領獎紀錄，此紀錄一直保持至今。就算4年後的Fairies最多亦只以同樣13.6歲的平均年齡與℃-ute打平。[8]
- 第50回日本唱片大獎　優秀作品賞受賞

## 關連項目
- Hello! Project

## 外部連結
- 官网
  - ℃-ute - ハロー!プロジェクト オフィシャルサイト - 2017年6月6日時点のアーカイブ
  - ℃-uteオフィシャルファンクラブページ - 2016年11月16日時点のアーカイブ
  - ℃-uteスペシャル大百科サイト （页面存档备份，存于）
  - ℃-ute リリース作品情報 （页面存档备份，存于） - UP-FRONT WORKS
  - https://www.tsunku.net/producework.php?Music_ArtistID=3 （页面存档备份，存于）
- SNS
  - YouTube上的℃-ute頻道
  - ℃-ute STAFF的X（前Twitter）
  - ℃-ute Official page的Facebook專頁
  - ℃-uteオフィシャルブログ （页面存档备份，存于）（2015年3月21日 - 2017年6月15日） - Ameba Blog
  - ℃-uteオフィシャルブログ （页面存档备份，存于）（2010年4月16日 - 2015年3月31日） - GREE